# Ligeti Miklós
Ligeti Miklós, született Lőwy Móric (Buda, 1871. május 19. – Budapest, 1944. december 10.) magyar szobrász. A 19. és 20. század fordulójának egyik legjelesebb magyar impresszionista szobrásza.

## Élete, munkássága
Lőwy Sámuel és Gaiduschek Johanna fia. Strobl Alajos tanítványa volt, majd Nyugatra ment tanulni, Bécsbe és Párizsba, Párizsban a Julian Akadémián tanult festőnek, de mint szobrász alkotott jelentőset. Emlékműveket, portré-szobrokat, zsánereket, épületplasztikákat készített.
Munkásságára Rodin művészete volt nagy hatással, a századfordulóhoz közeledve impresszionista jellegű alkotásokkal jelentkezett, márványba faragott vagy bronzba öntött aktkompozícióit és portréit formagazdagság, s sejtelmes fényhatások megjelenítése jellemzi. Az intimebb kisplasztikák mellett nagy szerepe volt az épületdíszítő szobrászatban (pld. Parlament, Adria Biztosító, Gresham-palota).

### Az Anonymus-szobor
Bánffy Dezső (miniszterelnök) kérésére mintázta meg leghíresebb szobrát, a Városligetben ülő Anonymust (1903). Az 1,9 méter magas alkotást a szolnoki művésztelepen készítette el, és a szobor teljes méretű gipszmintája egészen a magyarországi Tanácsköztársaság idejéig díszítette a telep kertjét. Koncepcióját később így foglalta össze:
„Elhagytam minden mellékest és csak az alakra fektettem súlyt, régi olasz, latin leírások alapján az akkori papi öltözékre. Törekedtem az arcot homályba burkolni, és az alakkal kifejezni, amit gondoltam, misztikussá tenni azt, mi titok volt, és marad, a történelmi Gesta Hungarorummal a kézben.” A névtelen jegyzőt és történetírót, akiről semmilyen kép nem maradt fent, szerzetesi ruhában, fejére kámzsát húzva bronzból mintázta meg, a szobor számos kiszögellése révén rejtélyes fény fut végig az alakon.
A terv heves vitákat váltott ki. A zsűri tagjai közül Ligeti egykori mestere, Strobl Alajos (1856–1926) határozottan ellenezte az arctalanságot és a szimmetria hiányát, Fadrusz János (1858–1903) viszont egy új korszak első műveként tekintett rá.
A szobor talapzatát, amit a hosszú évtizedeken át együttműködő építészpáros, Bálint Zoltán (1871–1939) és Jámbor Lajos (1869–1955) által tervezett, a huzamosabb ideje a fővárosban dolgozó Luigi Mazzi faragta ki.
Az 1920-as, 1930-as években rendszeresen a szobornál találkozott az éppen ezért róla elnevezett Anonymus-csoport.
2012-ben két azeri szobrász, Salhab Mammadov (1943–) és Ali Ibadulajev (annak eredeti méreteit a duplájára növelve) gyakorlatilag lemásolta a szobor testét és a márványtalapzatot, a csuklyás fejet pedig a vitatott származású, de általuk azerinek tekintett középkori perzsa költő, Nizámi Gandzsaví (1141–1209) elképzelt arcmását illesztették. A többé-kevésbé új alkotást — amely a talapzatán olvasható felirat szerint „Az Azerbajdzsáni Köztársaság ajándéka Róma városának” — a Villa Borghese parkjában, a Viale Madama Letizia egyik végén állították fel. A sajátos művet Ilham Alijev köztársasági elnök felesége, Mehriban Alijeva avatta fel 2012. április 20-án.

### Az Anonymus után
Ugyancsak a Városligetben avatták fel öt évvel később Rudolf trónörökös vadászruhában c. szobrát, közben 1907-ben készült el a Szegeden felállított Erzsébet királyné szobor fehér márványból. Ezek után főleg az akadémikus stílus jegyében készített köztéri emlékműveket, de még azok közt is akad figyelemre méltó.
1909. május 29-én Budapesten, a Terézvárosban házasságot kötött Kern Hedviggel.
Az első világháború utáni anyaghiányt látva, valamint az 1913. évi kiállítása sikerében bízva, Ligeti 1920-ban Angyalföldön kerámiagyárat alapított Petrik Lajos vegyészmérnökkel.

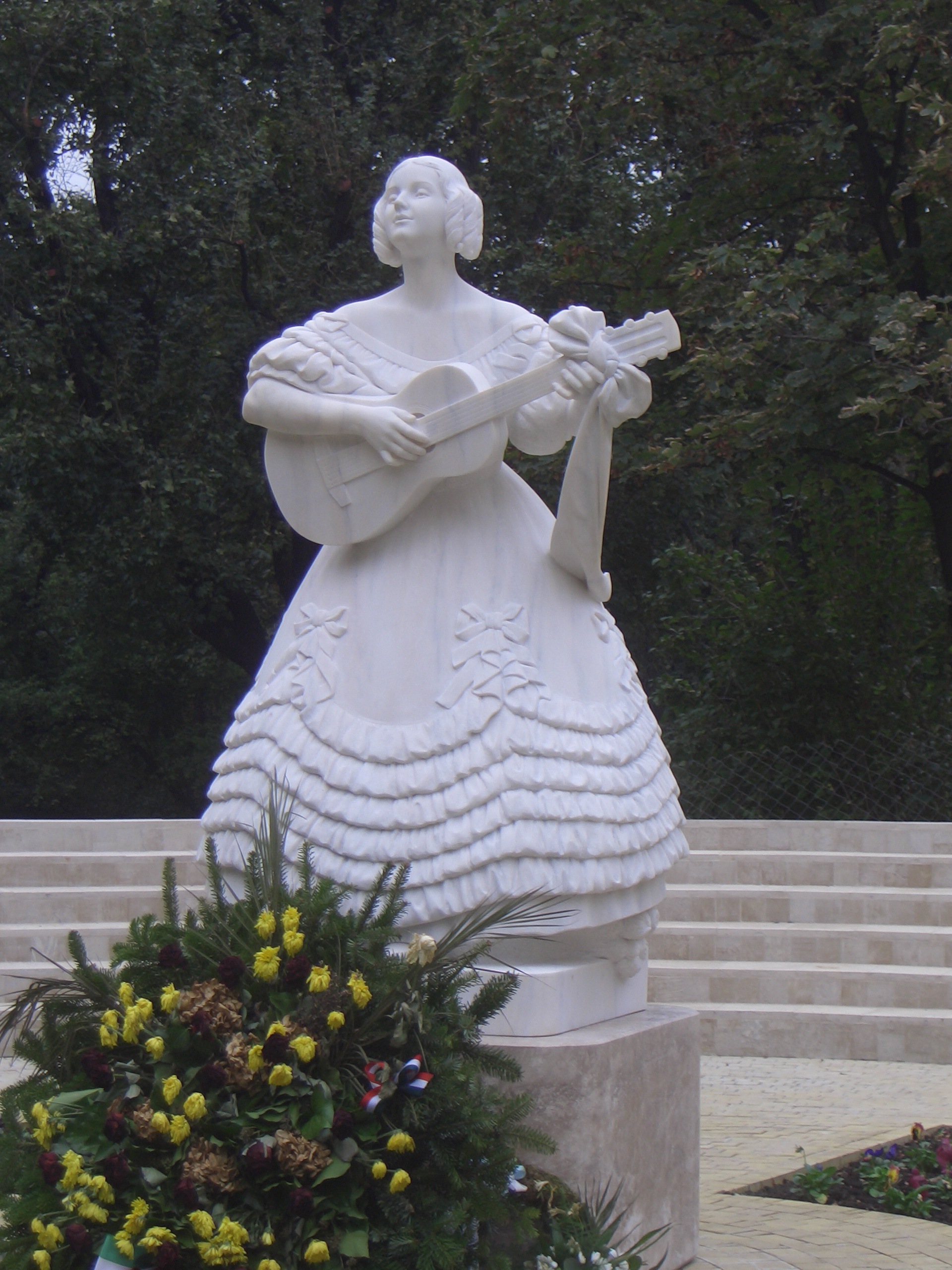
Déryné régi/új szobra (2010)

1935-ben a Horváth-kertben állították fel Déryné szobrát, amely a színésznőt korhű ruhában, gitárral a kezében örökítette meg. A szobor a második világháborúban megsérült és elbontották, de herendi porcelánmásolatai sokáig népszerűek voltak. 2010-ben Ligeti Miklós egész alakos fehér márványszobrát egy gyergyószentmiklósi szobrász, Polgár Botond készítette el újra.
1937-ben avatták fel a Lovas tüzérek hősi emlékművét Budapesten, a mai Dózsa György téren. A második világháborúban ez is megsérült, és 1960-ban ezt is elbontották.
Haláláig dolgozott, bár a köszvény gátolta. 1944 márciusában a Fasor Szanatóriumban súlyos műtéten esett át. A későbbiekben nem javult az állapota, és az év december 10-én elhunyt. A háborús viszonyok miatt kívánsága szerint nem tudták az Anonymus-szobor alá temetni.
A Kerepesi úti temetőben nyugszik, Bory Jenő szobrász készített sírjára emlékművet.

## Művei (válogatás)

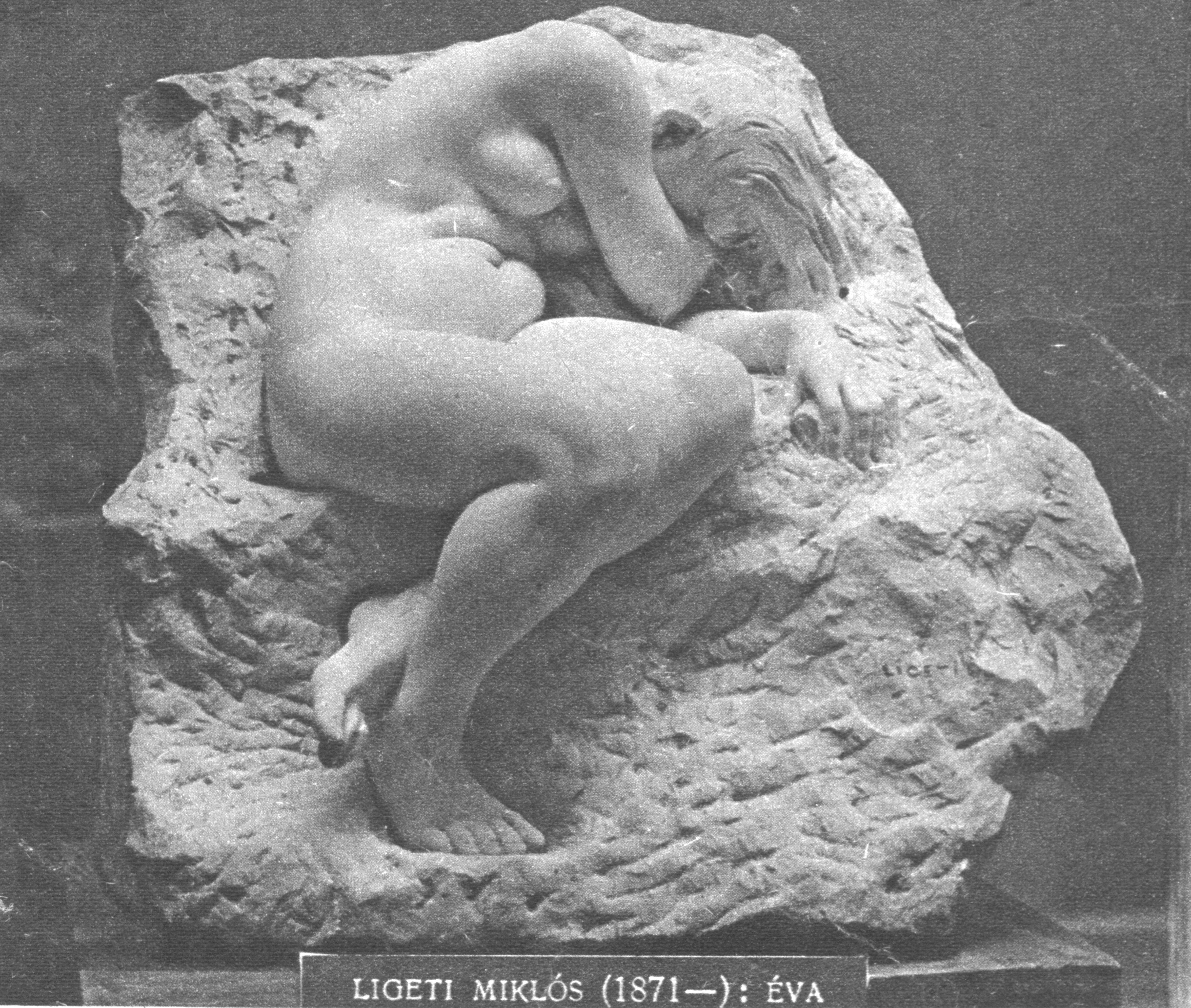
Ligeti Miklós: Éva
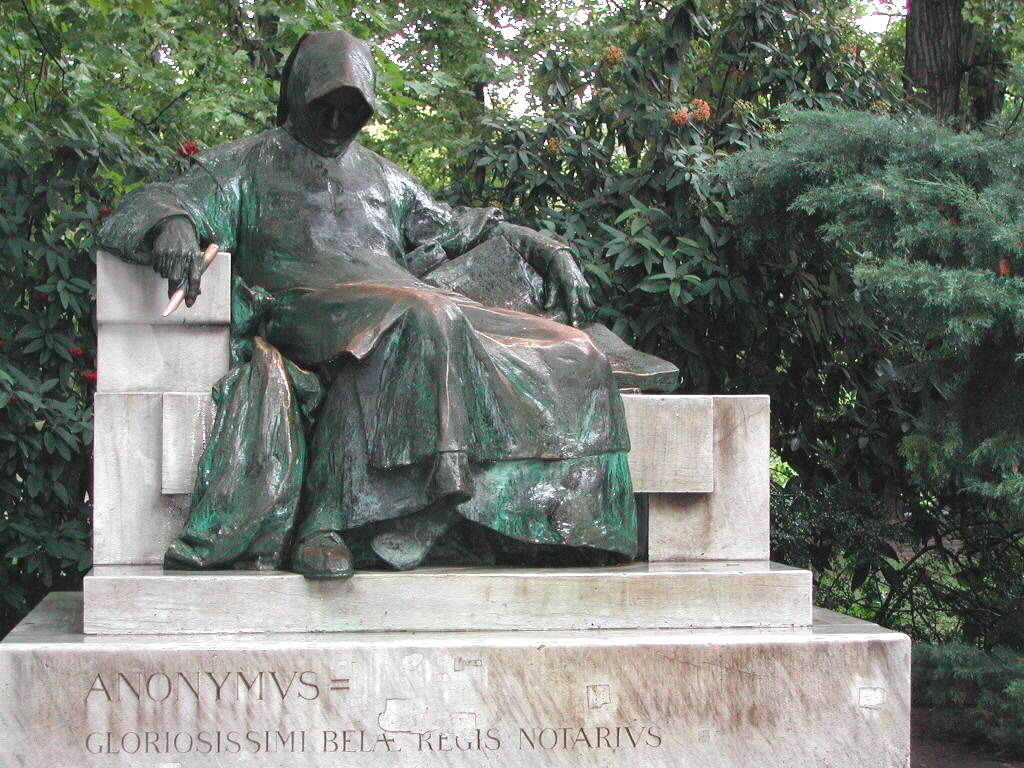
Anonymus szobra a Városligetben, 1903
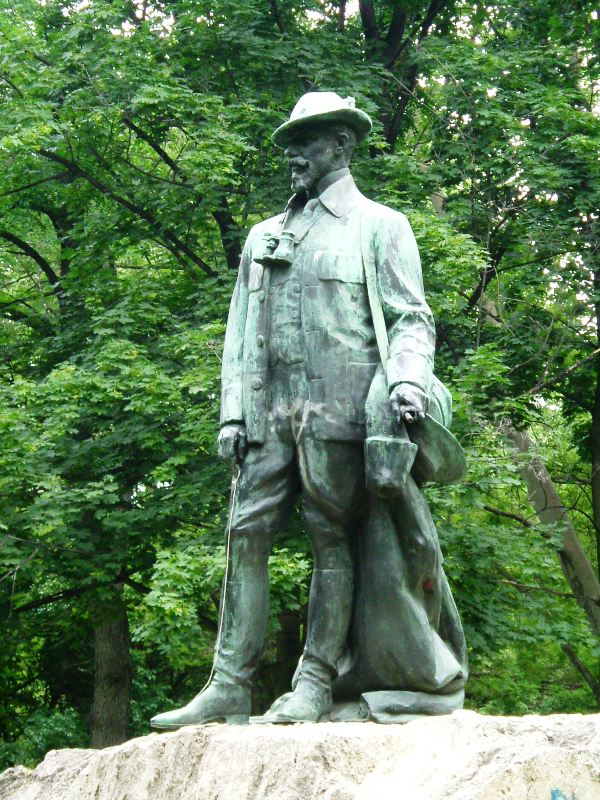
Rudolf trónörökös szobra a Városligetben, 1908.

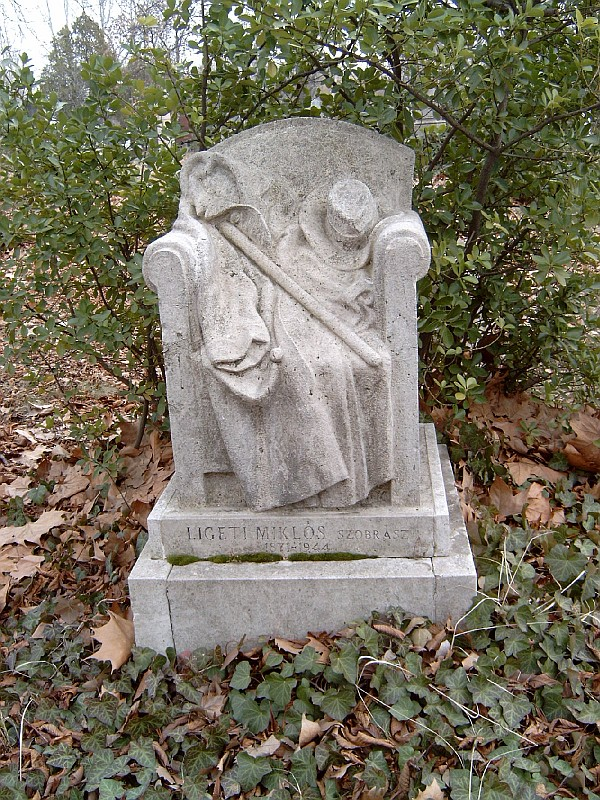
Ligeti Miklós sírja Budapesten. Kerepesi temető: 18/1-1-sarok. Bory Jenő alkotása

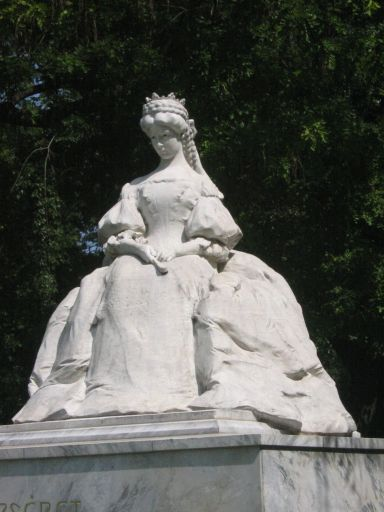
Erzsébet királyné szobra Szegeden

- Éva (1897) (Márvány, magasság 54 cm; Magyar Nemzeti Galéria, Budapest)
- Rippl-Rónai József arcmása (1901) (Bronz, magasság 45 cm; MNG, Budapest)
- Csók/Szerelem (1901) (Márvány, magasság 62 cm; MNG, Budapest)
- Iványi-Grünwald Béla arcmása (1901)
- Anonymus: köztéri szobor (1903) (Bronz, magasság 190 cm; Városliget, Budapest)
- Kosztolányi Kann Gyuláné (1905) (Bronz, magasság 55 cm; MNG, Budapest)
- Erzsébet királyné szobra : köztéri szobor (1907) (Márványból, Szegeden)
- Rudolf trónörökös szobra : köztéri szobor (1908) Városliget, Budapest